# 刘伟 (1970年)
刘伟（1970年4月—），男，汉族，中华人民共和国政治人物。曾长期在吉林省公安系统工作。曾任中共吉林省委政法委副书记、常务副书记、吉林省政协秘书长、吉林省矿山安全生产监督管理局局长、吉林省应急管理厅党委书记。现任吉林省人民政府党组成员、秘书长 。